# Chevreuxiella metopoides
Chevreuxiella metopoides is een vlokreeftensoort uit de familie van de Thoriellidae. De wetenschappelijke naam van de soort is voor het eerst geldig gepubliceerd in 1915 door Stephensen.